# Nicholas Kao Se Tseien
Nicholas Kao Se Tseien (chin. trad. 高師謙, chin. upr. 高师谦, pinyin Gāo Shīqiān; ur. 15 stycznia 1897 w Fuzhou w prow. Fujian, zm. 11 grudnia 2007 w Hongkongu) – chiński duchowny katolicki, znany z długowieczności.
Urodził się w rodzinie nauczyciela wyznania buddyjskiego, jako jeden z czterech braci. Katolicyzm przyjął w wieku 18 lat, kiedy uczęszczał do szkoły prowadzonej przez hiszpańskich dominikanów. Zdobył wykształcenie nauczycielskie, studiował również prawo, zdecydował się jednak zostać księdzem katolickim. Pracował jako duszpasterz m.in. na Tajwanie i w Malezji; w 1973 osiadł w klasztorze trapistów na wyspie Lantau (Hongkong). Jako szerzyciel kultu Maryi założył sześć świątyń ku jej czci - trzy na Tajwanie, jedną w Malezji, jedną w Hongkongu i jedną w rodzinnym Fuzhou (zniszczoną w czasie rządów komunistycznych).
W styczniu 2007 ukończył 110 lat, co czyniło go jednym z najstarszych żyjących mężczyzn na świecie. Był nieco ponad rok młodszy od uważanego za światowego nestora Japończyka Tomoji Tanabe, uchodził za najstarszą osobę w Hongkongu, a w Księdze rekordów Guinnessa figurował jako najstarszy żyjący ksiądz katolicki. Ta sama publikacja przypisywała mu jeszcze inny rekord - najstarszego pacjenta, który przeszedł operację katarakty (miało to miejsce w maju 2005). Rok wcześniej duchowny przeszedł operację nowotworu okrężnicy. Zmarł w grudniu 2007, według wykazów długowiecznych osób Księgi Guinnessa i Gerontology Research Group w Los Angeles mając status siódmego najstarszego mężczyzny na świecie i drugiego w Azji.